# M/S Lyrön
M/S Lyrön är ett svenskt motorfartyg som ägs av Börjessons Charterbåtar i Styrsö och som mellan åren 1973-2005 var i trafik Landskrona – Bäckviken på Ven för  Rederi AB Ventrafiken då med namnet M/S S:t Ibb.